# Shanti Roney

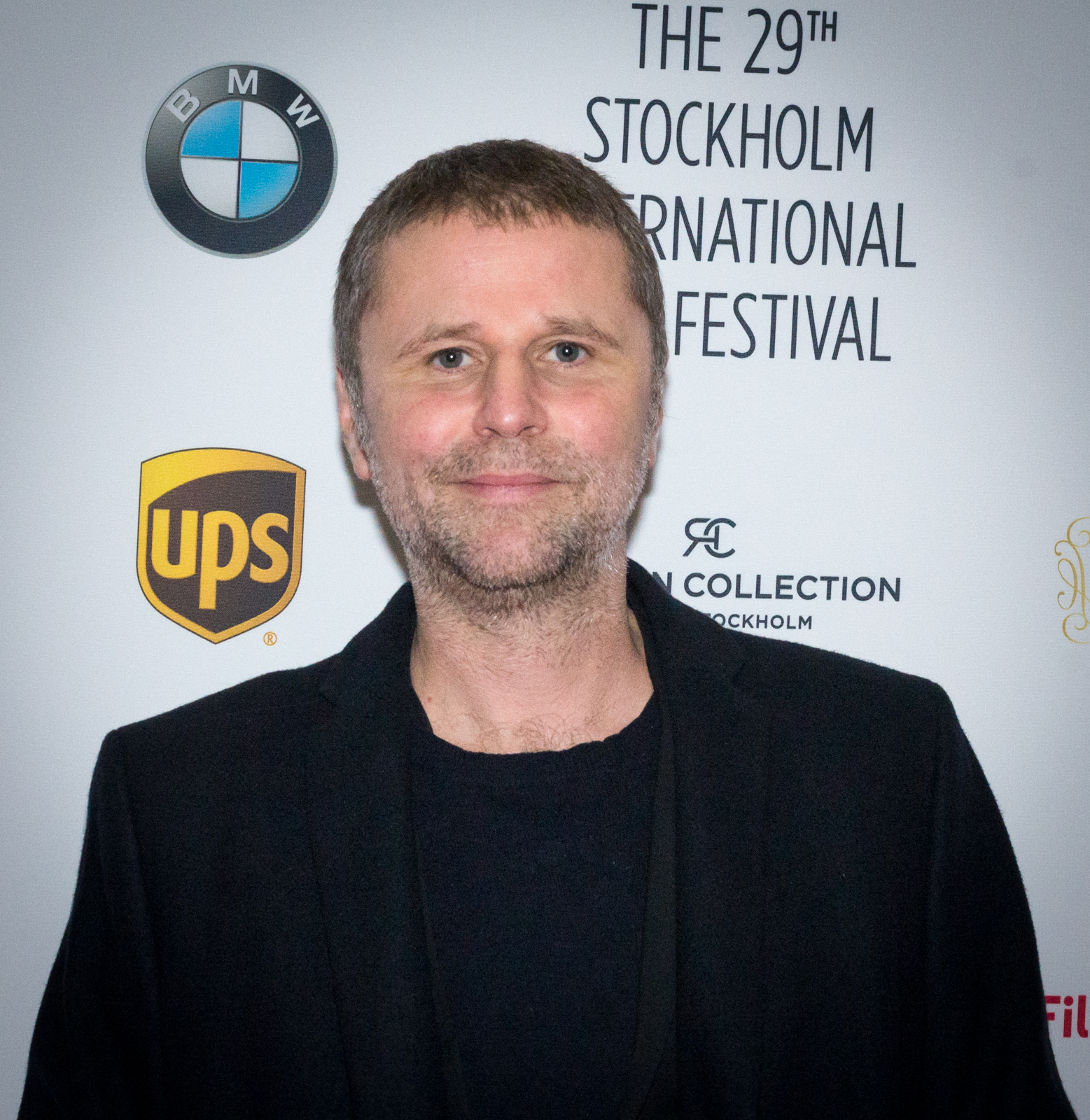
Shanti Roney (2018)

Shanti Grau Roney (* 24. November 1970 in Spånga-Tensta, Stockholm, Schweden) ist ein schwedischer Schauspieler.

## Leben
Shanti Grau Roney wurde als Sohn des englischen Musikers Steve Roney, der sich nach langjährigen Indien-Reisen in Schweden niederließ, und Anita, die in mehrere Kunstprojekte involviert war, in Stockholm geboren. Nach einigen Jahren zog die Familie aus Stockholm auf einen Bauernhof nach Farstorp, unweit der schwedischen Kleinstadt Hässleholm, in eine Künstlerkommune, wo sie mit Gleichgesinnten, darunter auch Don Cherry und dessen Kinder Neneh Cherry und Eagle-Eye Cherry, zusammenlebten. Die Kommune selbst befindet sich unweit des Drehortes von Roneys Film Zusammen!.
Bereits während der Kindheit spielte er mit Neneh und Eagle-Eye in einer Art Amateurtheatergruppe und suchte sich, nachdem er wegen des Besuches des Gymnasiums nach Stockholm zog, ebenfalls weitere Amateurtheater. Nach der Schule wohnte er ein Jahr lang mit einem guten Freund in Brooklyn, New York City und schauspielerte dort ebenfalls in kleineren Theatern, sodass er für sich entschied, nach seiner Rückkehr nach Schweden die Teaterhögskolan in Stockholm zu besuchen. Allerdings brach er sein Schauspielstudium zugunsten eines Engagements am Stadsteatern wieder ab. Über sein langjähriges Theaterengagement wurde er auch für kleinere Nebenrollen in Film- und Fernsehproduktionen gebucht.
Allerdings startete seine Filmkarriere erst nach dem Gewinn des Guldbagge, dem wichtigsten schwedischen Filmpreis, als bester Nebendarsteller für seine Rolle des Glenn im Comedy-Drama Der Weg nach draußen. Die zweite Nominierung in der gleichen Kategorie 2002 für Kommissar Beck – Preis der Rache deutete sein Potential an und legte Roney für bestimmte Rollentypen fest. So wird er häufig für Krimiserien und -filme gebucht, um den Verlierer oder Kriminellen zu mimen.
Roney ist mit der Schauspielerin Karin Franz Körlof liiert. Seit 2022 haben sie eine gemeinsame Tochter.

## Filmografie (Auswahl)
- 1996: Harry och Sonja

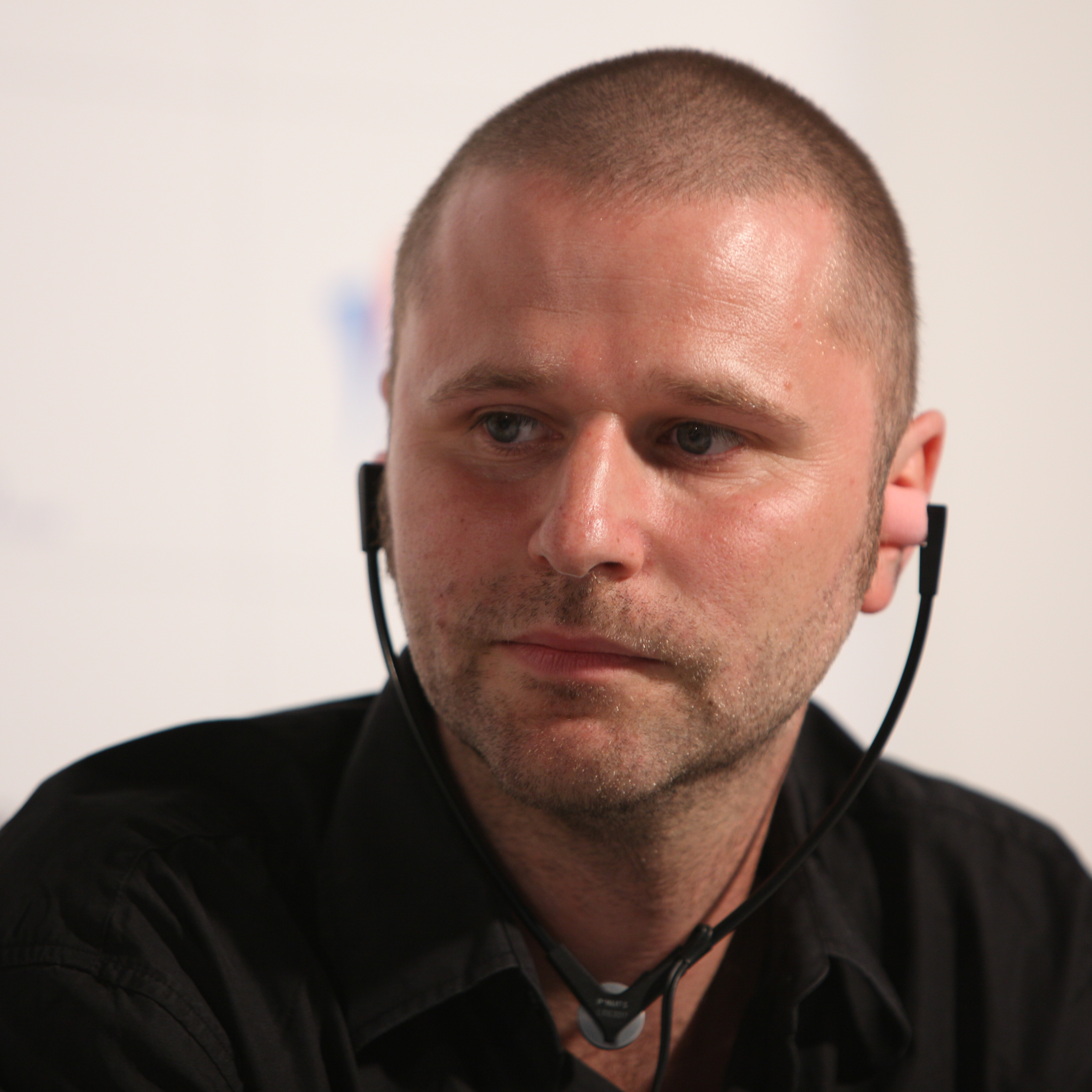
Roney beim Internationalen Filmfestival Karlovy Vary 2009

- 1999: Der Weg nach draußen (Vägen ut)
- 2000: Zusammen! (Tillsammans!)
- 2001: Dorn im Auge (Øyenstikker)
- 2001: Kaspar i Nudådalen (Fernsehserie, 24 Folgen)
- 2001: Kommissar Beck – Preis der Rache (Beck – hämndens pris) (Fernsehserie, eine Folge)
- 2001: So weiß wie im Schnee (Så vit som en snö)
- 2003: Kommer du med mig då
- 2004: Eiskalte Bedrohung (Hotet)
- 2005: Der Adler – Die Spur des Verbrechens (Ørnen: En krimi-odyssé) (Fernsehserie, drei Folgen)
- 2008: Der Kommissar und das Meer (Fernsehserie, eine Folge)
- 2008: Lille soldat
- 2009: Das Mädchen (Flickan)
- 2009: Mankells Wallander: Diebe (Tjuven)
- 2009: Metropia
- 2009: Old Boys – Alte Herren & krumme Dinger (Oldboys)
- 2010: Aus dem Leben unserer Freunde (Våra vänners liv, Fernsehserie, zehn Folgen)
- 2011–2015: Arne Dahl (Filmreihe, zehn Folgen)
- 2012: Böses Blut
- 2012: Misterioso
- 2013: Nymphomaniac
- 2014: Der Junge mit den Goldhosen (Drengen med guldbukserne)
- 2018: Die Stockholm Story – Geliebte Geisel (Stockholm)
- 2018: Krieg der Träume (Doku-Serie)
- 2019: Kommissar Wisting (Fernsehserie, zwei Folgen)
- 2019: Quicksand – Im Traum kannst du nicht lügen (Störst av allt, Fernsehserie, fünf Folgen)
- 2020: Tove
- 2021: Der unwahrscheinliche Mörder (Den osannolika mördaren, Fernsehserie)
- 2021: Erwartung – Der Marco-Effekt (Marco effekten)
- 2021: Snow Angels (Snöänglar, Fernsehserie, sechs Folgen)

## Auszeichnungen
Guldbagge
- 2000: Bester Nebendarsteller – Der Weg nach draußen
- 2002: Bester Nebendarsteller – Kommissar Beck – Preis der Rache (nominiert)

Jussi
- 2021: Bester Nebendarsteller – Tove (nominiert)